# اسکات براون (بازیکن فوتبال، زاده آوریل ۱۹۸۵)
اسکات براون (انگلیسی: Scott Brown؛ زادهٔ ۲۶ آوریل ۱۹۸۵) بازیکن فوتبال اهل بریتانیا است.
از باشگاه‌هایی که در آن بازی کرده‌است می‌توان به ولورهمپتون واندررز، بریستول سیتی، چلتنهام تاون و آبردین اشاره کرد.